# Río Igara Paraná
Río Igara Paraná är ett vattendrag i Colombia.   Det ligger i departementet Amazonas, i den södra delen av landet, 800 km söder om huvudstaden Bogotá.